# مفهوم الحوارية
مفهوم الحوارية هو أحد المفاهيم الحديثة في النقد الأدبي، ويعتمد على نظرية الناقد ميخائيل باختين (1895م- 1975م) والآليات التي دعا إليها في دراسة الرواية والتي تجمع بين الجانبين الشكلي والإيديولوجي؛ حيث يؤكد باختين أن العمل الروائي يتشكل من مجموعة أصوات وخطابات متعددة، وأنها تتحاور متأثرة بمختلف القوى الاجتماعية من طبقات ومصالح فئوية وغيرها.

## تعدد الأصوات والحوارية
يشير باختين في كتابه قضايا شعرية دوستويفسكي أن المبدأ الحواري يتحقق بأكمل أشكاله في الرواية البوليفونية وهي الرواية التي تتعدد فيها الأصوات والخطابات في نسيجها الروائي؛ تعدد يفضي إلى حوار وصراع إيديولوجي حتى آخر الرواية، مما يفرض على الكاتب العدل وعدم الانحياز لأي صوت من حيث الحضور ونسبة الحرية في التعبير عن الرأي بين الشخصيات، كما هو الحال في روايات دوستويفسكي التي تتمتع بحرية الاختلاف حيث يسمح لها بالتعبير عن اختلافها بعيدًا عن هيمنته كروائي ، ويكشف من خلال النظرية الحوارية إلى الوجود الاجتماعي الحاضر بشكل مكثف داخل النص اللغوي ذاته، ولا يمكن فصل أحدهما عن الآخر، وأن المناهج النقدية التي تقصي الوجود الاجتماعي من داخل النص اللغوي تلغي تمامًا العلاقة الاجتماعية القائمة بين المبدع والمتلقي.
يقر باختين بأن الأبعاد التاريخية والاجتماعية والسياسية والثقافية المحيطة بالرواية؛ هي ما تشكلت بها حوارية الرواية، ويتحقق بها تعدد الأصوات وتباين الإيديولوجيات إلى حد تصارعها، كما يركز على أهمية اللغة في قراءة تاريخ الرواية وإعادة تأويله، لأن التنوع والتعدد في الأصوات ذو دلالة اجتماعية ومعرفية فهو يفصح عن درجة الرقي الاجتماعي بفضل ما يفرزه من تعدد على مستوى ممارسة اللغة حيث يظهر كلام الحرفيين وأصحاب المهن، وعلى المستوى المعرفي يتجلى كلام أصحاب المعارف المتمايزة.

## حيادية المؤلف
يؤكد باختين أن الرواية هي جزء من ثقافة المجتمع، وأنها تحمل في مضمونها عدد من الخطابات التي تحتضنها الذاكرة الجماعية؛ وهذا ما يجعل القراء ينحازون إلى ما يميلون إليه من أفكار وإيديولوجيات في كل صوت داخل الرواية، مما يؤدي إلى تعميق الصراع الحواري حتى يبدو أكثر وضوحًا؛ ولهذا يتوجب على المؤلف أن يلتزم بالحيادية تجاه كل الأصوات في الرواية.
كما يحدد عمق الصراع الإيديولوجي وتعدده في الرواية الحوارية حياد المؤلف، ويتحقق هذا الحياد حين تنتهي الرواية ولا يكون هناك غلبة لأي إيديولوجيا على الإيديولوجيات الأخرى، حينها يكون القارئ قد اكتسب معرفة عميقة بكل الإيديولوجيات المتمثلة في الرواية، وبحدودها المعرفية حتى تظهر على قدر من المساواة والعدل، فلا يمكنه حينها تحديد موقف الكاتب من الشخصيات ولا تحديد صوت الكاتب ذاته.